# 哈里·雷德克纳普
亨利·詹姆斯·“哈里”·雷德克纳普（英語：Henry James "Harry" Redknapp，1947年3月2日—），出生於倫敦，是一名英格蘭前足球運動員。

## 生平
哈利·列納早年出身於西汉姆联青年軍，以17歲之齡於1964年簽署職業合約，司職翼鋒，在韋斯咸上陣149場入8球。哈利·列納於1972年離開韋斯咸，加盟南部的伯恩茅斯，效力4年間出賽101場入5球，其後於1976年返回倫敦加入布伦特福德，只出賽1場便獲「北美足球聯盟」球隊西雅圖海灣者招攬成為球員兼助理領隊。
1982年哈利·列納於伯恩茅斯結束其球員生涯，轉任球會助教。1984年升任為主教練，一直擔任至1992年，期間除協助球隊成功護級外，更一度帶領球隊在1987年獲得丙組聯賽冠軍，升級乙組。由於球員受傷患困擾及球隊狀態急跌，於1990年回降丙組。同年夏季哈利·列納與球隊董事布萊恩·泰勒（Brian Tiler）結伴到義大利參觀世界盃，不幸遇上車禍，泰勒與另外4人當場死亡，哈利·列納倖免於難，雖然身體復原，但從此失去味覺。由於感到球隊資源有限，於1991/92年球季結束後辭職。
翌年哈利·列納重返母會韋斯咸擔任助理領隊，1994年獲任命成為領隊，執教期間曾帶領球隊升上英超聯賽榜的前列位置；1999-2000年球季更獲得圖圖盃冠軍而躋身歐洲足協杯。期間他一手提攜了不少年青球員，其中大多都是現正效力英超各頂級球會的星級人物，代表者有曼聯的里奧·費迪南、車路士的林柏特，他們都是英格蘭國家隊的核心人物。哈利·列納於2001年5月9日在球季最後一場前離開球隊，但到底他是辭職或是被炒，至今仍然是個謎。
2001年夏季哈利·列納加盟朴茨茅斯擔任足球總監，因球隊成績不振，於2002年3月取代再次出任領隊。翌年帶領球隊獲得聯賽冠軍升級英超。2003/04球季成功保留超聯席位。但哈利·列納與班主米兰·曼达里奇（Milan Mandaric）因助理領隊人選發生爭論，憤而於2004年11月辭職。
辭職後數週，哈利·列納戲劇性轉投樸茨茅夫的對頭南安普顿，當季哈利·列納未能協助修咸頓成功護級，結束球隊長達27年的頂級聯生涯。翌季哈利·列納仍然留任，但球隊主席魯珀·路維（Rupert Lowe）任命橄欖球世界盃冠軍英格蘭隊教練（Clive Woodward）出任教練團成員，哈利·列納大表不滿。
2005年12月7日哈利·列納重返朴茨茅斯，當時球隊正受到嚴重降級威脅。2006年1月正式收購球隊，並提供資金供哈利·列納購買球員，季末樸茨茅夫僅以第17位逃過降級厄運。翌季樸茨茅夫更獲得第9位，是球隊自1950年代以來最高的排名。2007年10月哈利·列納續約至2011年。
2008年10月他接替離職的拉莫斯出任熱刺領隊，為此熱刺須要向樸茨茅夫作出500萬英鎊補償。當時熱刺開季8戰僅取得兩分位於聯賽榜末席，但在哈利·列納領軍首兩週球隊分別擊敗保頓、利物浦及曼城，而與死對頭阿仙奴打成4-4平手，連取10分脫離降班區域。2009年1月轉會窗哈利·列納召集熱刺舊部，從舊東家樸茨茅夫以1,575萬英鎊收購，而法国国脚占邦達及爱尔兰国脚分別從桑德兰及利物浦回歸，再從韋根以1,200萬英鎊購入洪都拉斯后腰。在大幅增強實力後，熱刺在下半季逐漸收復失地，更晉級2009年英格蘭聯賽盃決賽，僅在互射十二碼以1-4不敵曼聯屈居亞席，最終以第8位的成績結束球季，僅僅未能取得歐霸盃參賽席位。
2009/10年球季是哈利·列納執掌熱刺首個完整球季，他再從樸茨茅夫回收高治，並以1,000萬英鎊將戴倫·賓特賣往桑德兰。開季熱刺取得四連勝，更近10年來首次在北倫敦打吡擊敗阿仙奴，再於3天後以同樣比數2-1擊敗另一支倫敦勁敵車路士，一時風頭無兩。2010年5月5日熱刺作客曼徹斯特市球場以1-0擊敗曼城，確定取得來季歐聯附加賽資格。熱刺以第4位結束球季，是球隊自英超成立以來最高排名，哈利·列納更獲選「英超赛季最佳領隊」。
哈利·列納與熱刺的合約於2011年屆滿，2010年7月13日熱刺行使合約條款延長兩年，哈利·列納留隊至2013年。在2011/12賽季中，受到英格蘭領隊職位空缺傳聞困擾，排名第三並以10多分拋離第四名阿森纳的熱刺滑落至第四名，球隊最終取得第四名，但由於排名第六的車路士贏得歐冠使熱刺失去參與歐冠資格。2012年6月13日，由於與球會的分歧，他本人被解僱。他表示球會希望更換教練，即使獲得參賽資格。

## 貪污指控
2006年9月19日哈利·列納被BBC一個名為「全景照」（Panorama）的時事記錄片集偷拍到意圖非法接觸一名球員，哈利·列納與足球經紀彼得·夏理遜（Peter Harrison）的對話提及希望簽入當時仍效力的隊長（Andy Todd），稍後哈利·列納當時的副手邦特被偷錄音到考慮從一名與彼得·夏理遜有關連的新經紀收取付款，並會與他的老闆哈利·列納商討。哈利·列納否認有關收取回佣的指控，並認為自己是「1百萬百分比清白」。
英足總委託史蒂文斯勳爵（Lord Stevens）就不同媒體對足球運動的貪污指控所作調查的最後報告於2007年6月發表，唯一對哈利·列納的批評是其名為「雙重夢想」（Double Fantasy）競賽馬的擁有權是由球員經紀威利·麦凯（Willie McKay）送贈，哈利·列納答辯承認擁有該匹賽馬，但因為該匹賽馬從未勝出，故此沒有獲得任何金錢利益。
2007年11月28日哈里·列納及另外4人包括樸茅的行政總裁（Peter Storrie）、前主席文達歷、經紀麥基及球員法耶，因涉嫌收取非法回佣，被倫敦市警方拘捕問話 。稍後全部5人獲釋，警方主要調查菲耶由法甲歐賽爾轉投樸茅，及稍後由樸茅轉會纽卡斯尔联兩單由麥基經手的交易。哈里·列納否認直接牽涉在事件內 ，被捕只是接受警方問話及協助調查 。

## 家庭
哈利·列納的兒子杰米·雷德克纳普效力英超球會利物浦，出道時效力哈利·列納任教的伯恩茅斯。而外甥（Frank Lampard）亦是出身於哈利·列納任教時的西汉姆联青訓系統。